# Senato (Cambogia)
Il Senato della Cambogia (khmer: ព្រឹទ្ធសភា) è una delle due camere del Parlamento della Cambogia. Ci si riferisce ad esso come la camera alta, mentre l’Assemblea Nazionale viene indicata come la camera bassa.
Il Senato è un organo composto da 62 senatori. 58 di questi vengono eletti per sei anni in base ad un sistema di rappresentanza proporzionale indiretta, dalle stesse province, mentre 2 sono nominati dal Re della Cambogia e altri 2 dall’Assemblea nazionale. Un partito politico deve assicurarsi 32 seggi per ottenere e conservare la maggioranza.